# Witold Łacic
Witold Roman Łacic (ur. 17 czerwca 1921 w Rudzieńcu, zm. 30 stycznia 1988 w Warszawie) – podporucznik Armii Krajowej, kapitan Zrzeszenia WiN, kawaler Krzyża Srebrnego Orderu Wojennego Virtuti Militari.

## Życiorys
Syn Stanisława (zarządcy majątku) i Janiny z domu Wesołowskiej. Maturę uzyskał w 1939 w gimnazjum im. J.I. Kraszewskiego w Białej Podlaskiej. Działał w Związku Harcerstwa Polskiego i Związku Zachodnim. Od grudnia 1939 członek Komendy Obrońców Polski - wyznaczony dowódcą drużyny w Rudzieńcu. Następnie w strukturach Związku Walki Zbrojnej. W roku 1942 aresztowany i osadzony na Majdanku, skąd został zwolniony. Od września 1943 w oddziale partyzanckim mjr. Ksawerego Millera. W październiku tr. rozpoczął kurs w Szkole Podchorążych AK w Małaszewicach, który zakończył pod koniec stycznia 1944 uzyskując stopień kaprala podchorążego. Aresztowany 17 lutego 1944 przez niemiecką straż kolejową za akcje dywersyjne na kolei, wykupiony przez firmę w której był zatrudniony (firma „Sabo-Stribo”) i przeniesiony do 34 pułku piechoty Armii Krajowej dowodzonego przez majora Stefana Wyrzykowskiego. Od połowy marca 1944 zajmował kolejno stanowiska zastępcy dowódcy drużyny, dowódcy drużyny i adiutanta dowódcy kompanii.
Uczestnik wielu akcji bojowych i dywersyjnych. Ranny podczas akcji „Burza”. Pod koniec lipca 1944 został odznaczony przez dowódcę 9 Podlaskiej Dywizji Piechoty AK, gen. bryg. Ludwika Bittnera, Krzyżem Srebrnym Orderu Wojennego Virtuti Militari. W tym czasie został również mianowany na stopień podporucznika. Po rozwiązaniu oddziału powrócił do Rudzieńca. W czerwcu 1945 przystąpił do Zrzeszenia Wolność i Niezawisłość, w którym używał stopnia kapitana. Od września tr. student warszawskiej Wyższej Szkoły Handlowej. Aresztowany przez organa bezpieczeństwa i więziony w latach 1946-1949. Ukończył studia ekonomiczne i pracował w wielu firmach na stanowisku głównego księgowego, następnie zatrudniony w Energopolu jako naczelnik wydziału ekonomicznego i zastępca dyrektora. Inwigilowany i prześladowany przez służbę bezpieczeństwa. Zmarł w Warszawie i spoczął na cmentarzu wojskowym na Powązkach (kwatera: B 28, rząd: 4, miejsce: 14).
Zawarł związek małżeński z Anną Brutanek, z którą miał córkę Elżbietę i syna Macieja.

## Odznaczenia
- Krzyż Srebrny Orderu Wojennego Virtuti Militari
- Krzyż Walecznych
- Srebrny Krzyż Zasługi z Mieczami
- Krzyż Armii Krajowej